# Шартран, Теобальд
Теобальд Шартран (фр. Théobald Chartran; 20 июля 1849, Безансон — 16 июля 1907, Париж) — французский художник.

## Биография
Теобальд Шартран родился в Безансоне 20 июля 1849 года. Сын советника местного Апелляционного суда Лазара Шартрана, племянник генерала-бонапартиста Жана Иасента Себастьяна Шартрана, который был известен своей личной преданностью императору Наполеону, участвовал в битве при Ватерлоо, и был казнён во время Белого террора наряду с маршалом Неем и рядом других популярных военачальников. По матери, Клементине Дийон, Теобальд Шартран являлся потомком французского королевского военачальника ирландского происхождения графа Теобальда Дийона, убитого в 1792 году, уже после Французской революции, своими солдатами, заподозрившими его, как аристократа, в сговоре с противником.
В то время как родители Шартрана желали видеть его правоведом или офицером, сам он рано продемонстрировал склонность к искусству. Шартран доказал окружающим свои способности, когда подростком лет 15-16 начал успешно копировать картины в Музее Безансона. Окончив лицей Виктора Гюго в Безансоне, он отправился в Париж, где поступил в Школу изящных искусств и успешно учился там под руководством Александра Кабанеля. Однако художник никогда полностью не порывал связей с родным городом, и в 1904 году был избран членом Безансонской академии изящных искусств и наук.
В 1871 году тело Жоржа Дарбуа, архиепископа Парижского, жестоко убитого повстанцами-«коммунарами», было эксгумировано, чтобы воздать ему последние почести. В это время Шартран создал посмертный портрет архиепископа в религиозном облачении на катафалке. Эта картина впервые обратила на него внимание публики. В 1877 году художник получил престижную Римскую премию за картину на сюжет «Разграбление галлами Рима».

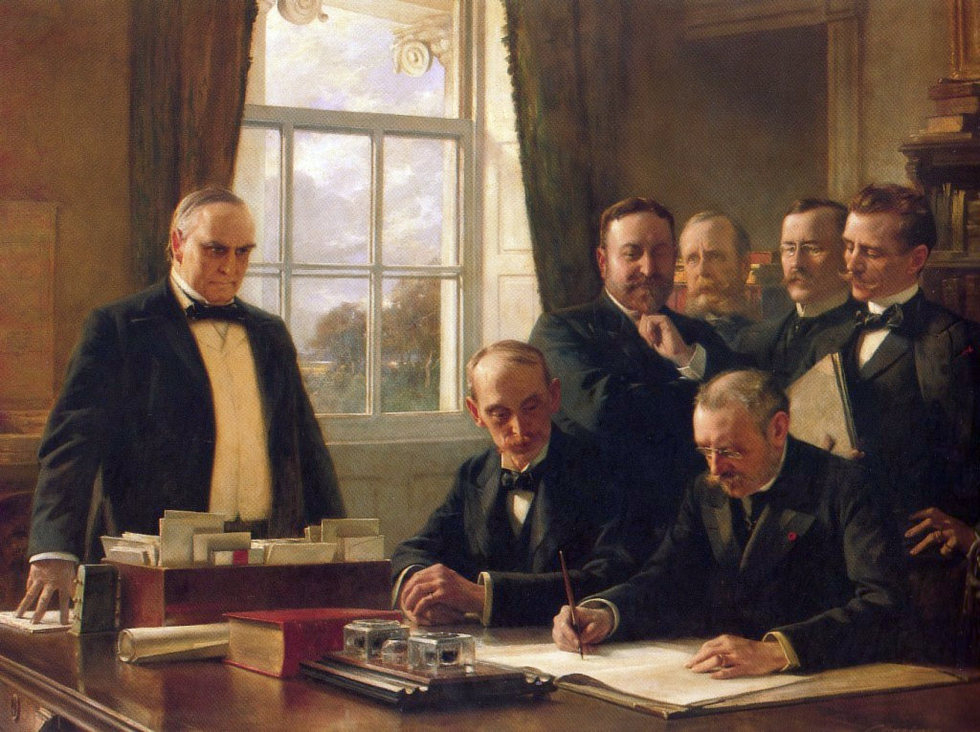
Подписание мирного протокола об окончании Испано-американской войны 12 августа 1898 года в Вашингтоне. Крайний слева стоит президент США Уильям Мак-Кинли, сидят: госсекретарь США Уильям Дэй и посол Франции в США Жюль Камбон (представляющий интересы Испании). Коллекция Белого дома, США

В дальнейшем Шартран стал востребованным художником-портретистом, работавшим как во Франции, так и в США, и повсюду — с неизменным успехом. Так, в 1899 году американский предприниматель Генри Клэй Фрик поручил Шартрану изобразить сцену подписания мирного протокола об окончании успешной для американцев Испано-американской войны 12 августа 1898 года (позднее этот протокол будет подтверждён Парижским мирным договором того же года). За эту работу Генри Клэй Фрик заплатил художнику 20 000 долларов (очень большие деньги по тем временам), а сам преподнёс её в 1903 году президенту Теодору Рузвельту.
Практически тогда же, в 1902 году, Шартрану был заказан официальный портрет президента Теодора Рузвельта. К этому времени он уже успешно портретировал его супругу, Эдит Рузвельт, и дочь, Алису Рузвельт (1884—1980), в последующем браке Лонгворт. Однако с портретом самого президента дело продвигалось с трудом. По словам самого художника, «было трудно заставить президента сидеть на месте. Он говорил по-французски без умолку и очень остроумно». В официальном портрете президента Соединённых Штатов Шартран пытался передать живые черты частного человека. В результате, когда члены семьи Рузвельта увидели портрет, то назвали его «безобидным мяукающим котом», после чего Теодор Рузвельт возненавидел портрет и спрятал его в самом дальнем углу Белого дома. Позднее новый официальный портрет был заказан американскому художнику Джону Сингеру Сардженту.
Также Шартран выполнил официальные портреты президента Франции Сади Карно и папы Римского Льва XIII.
Помимо официальных портретов, Теобальд Шартран много работал как карикатурист, публикуя свои работы этого жанра в журнале «Vanity Fair».
С годами Шартран стал одним из самых высокооплачиваемых художников Франции. Так, в 1886 году он получил 40 000 франков за роспись парадной лестницы Сорбонны. Он также участвовал в оформлении интерьеров Парижской ратуши, восстановленной после сожжения коммунарами, и расписал потолок в главном зале ратуши Монружа. Однако главным источником доходов Шартрана, были, по всей видимости, портреты американских миллионеров, таких, как уже упоминавшийся Генри Клэй Фрик, Джеймс Хейзен Хайд и другие.

## Личная жизнь

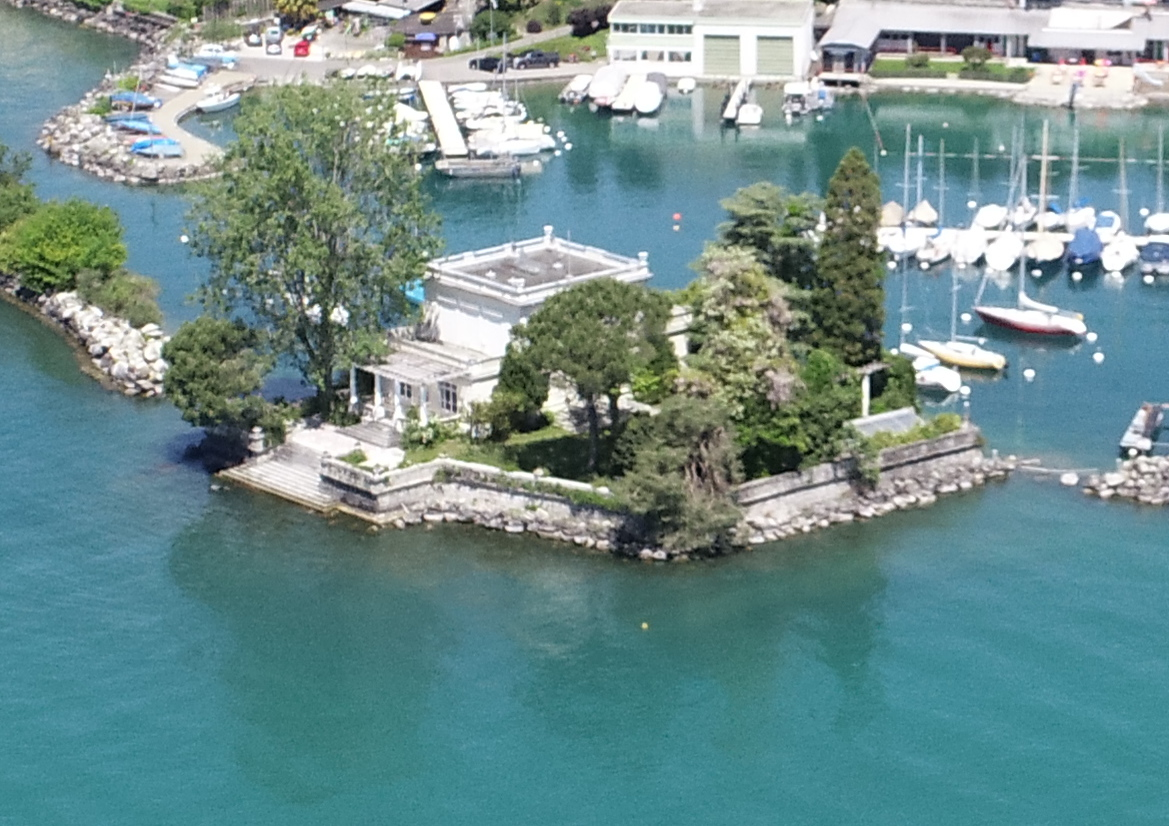
Остров Саланьон

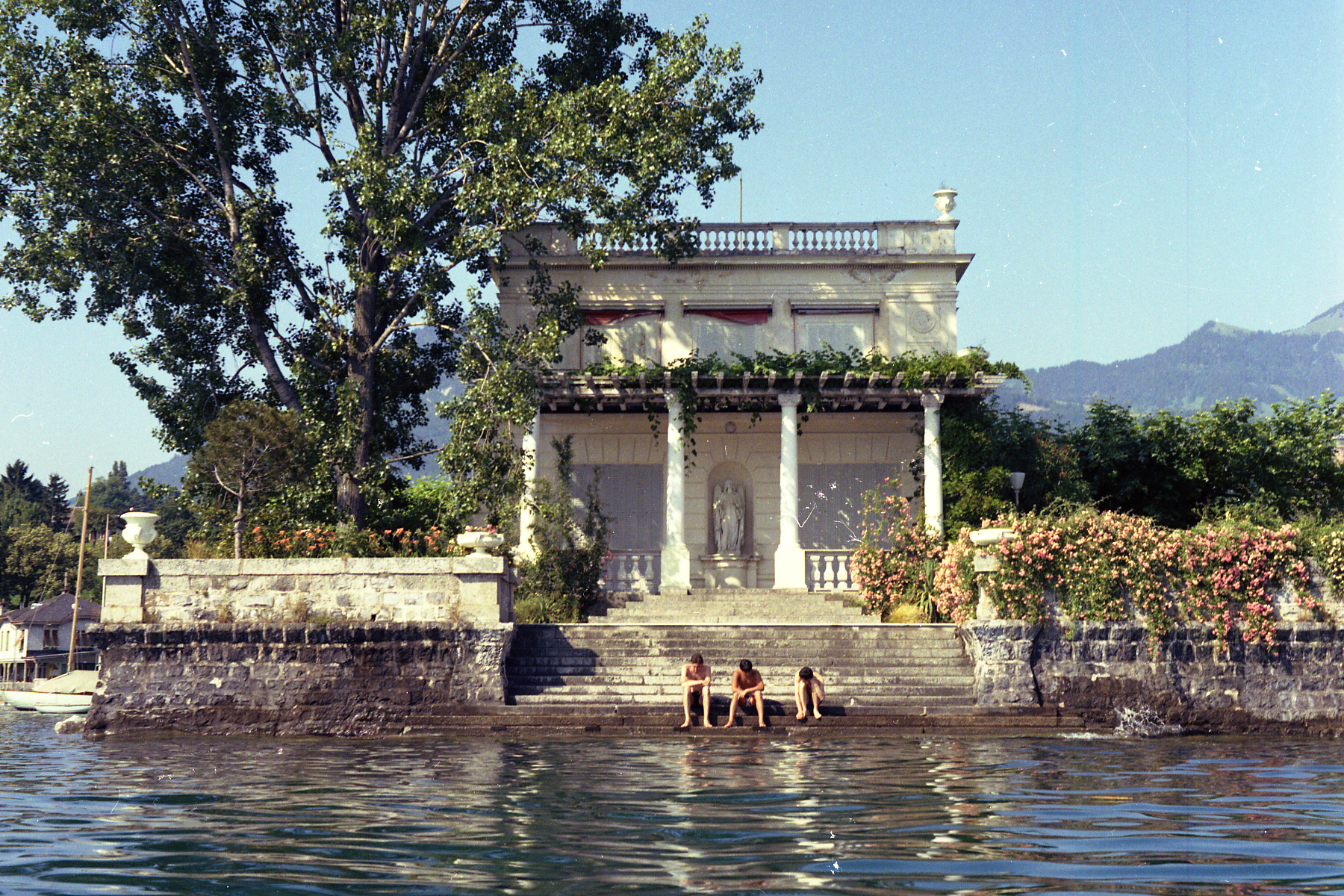
Вилла Саланьон

Шартран был женат, его жена, Евгения (Эжени) Сильвия Сюше, считалась талантливой певицей-любительницей, но никогда не выступала на сцене. Супруги жили в особняке в Париже, где устраивали элегантные вечера.
«Близкие друзья художника, — сообщает мемуарист Андре де Фукье, — называли его „Тиб“, что было менее эффектно, чем Теобальд. У него была внешность настоящего мушкетёра, которая нравилась живописцам того времени. Мадам Сильвия Шартран была хорошенькой и элегантной. Их салон был местом встречи не только модных художников, но и литераторов и политиков».
В сентябре 1900 года Шартран приобрел Иль-де-Саланьон (также известный как «Лебединый остров»), один из пяти островов на Женевском озере, расположенный между городами Веве и Монтрё. На острове у него была флорентийская вилла (ныне известная как Вилла Саланьон), построенная архитектором Луи Вилларом, а также частный причал, где могли пришвартоваться его гости. На Иль-да-Саланьоне Шартран устраивал роскошные праздники с фейерверками, которые посетило немало известных гостей. После смерти Шартрана остров и вилла были выкуплены одним из русских аристократов.
Жена Шартрана скончалась незадолго до очередной поездки художника в Америку в январе 1906 года, а сам Шартран — по возвращении из неё, 16 июля 1907 года в Париже. Шартран был похоронен на парижском кладбище Пасси, на его могиле установлен бюст работы скульптора Жана-Жозефа Карриэса.
В 1910 году в родном Безансоне художнику был установлен памятник работы скульптора Виктора Сегофена. Переплавленный немцами в годы оккупации, он позднее был заменён на более скромный бюст.

## Галерея

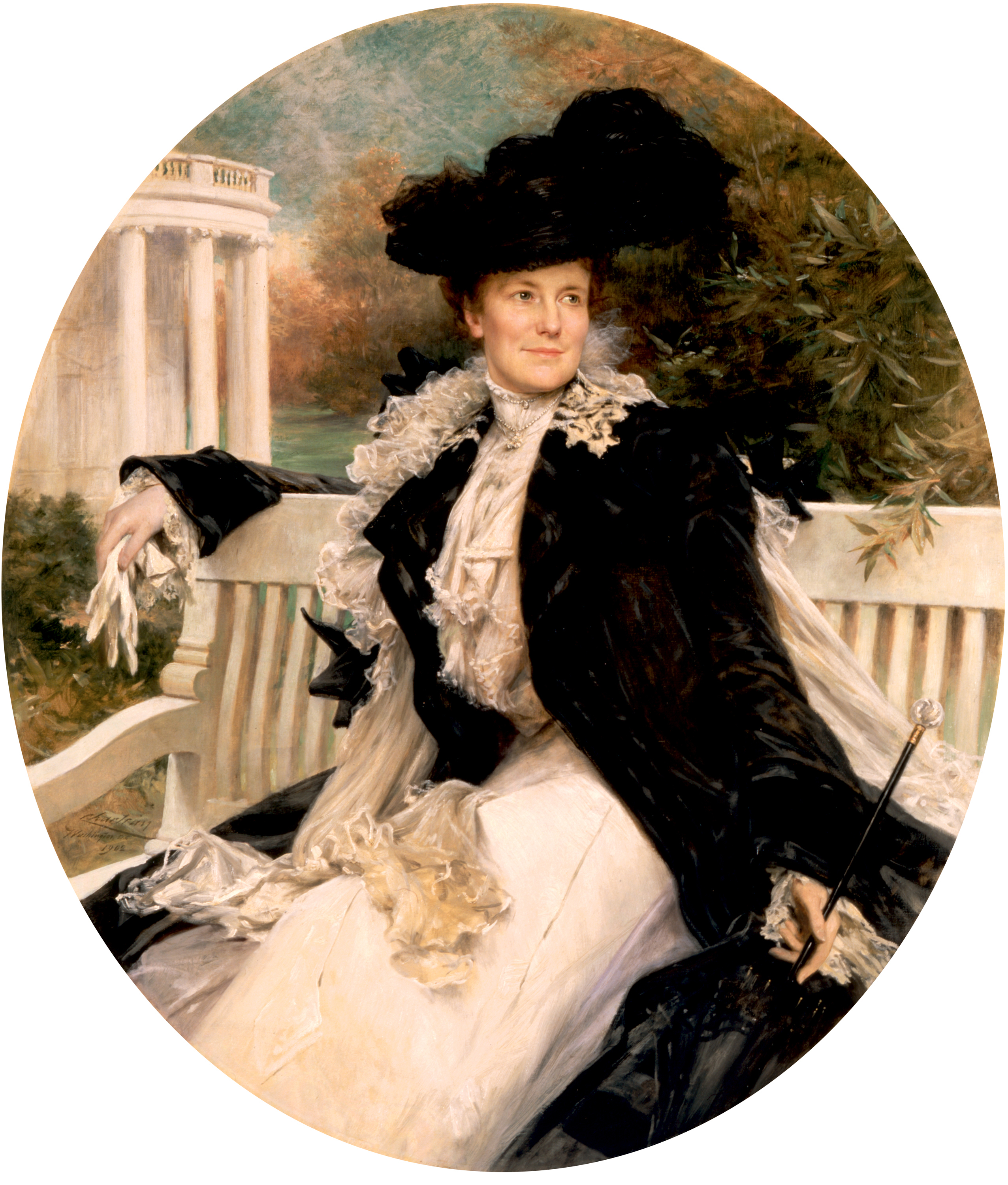
Портрет Эдит Рузвельт, 1902
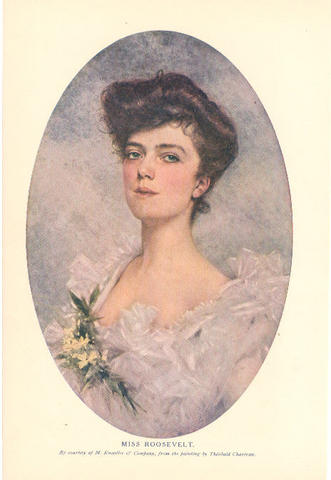
Портрет  Алисы Рузвельт, в браке Лонгворт
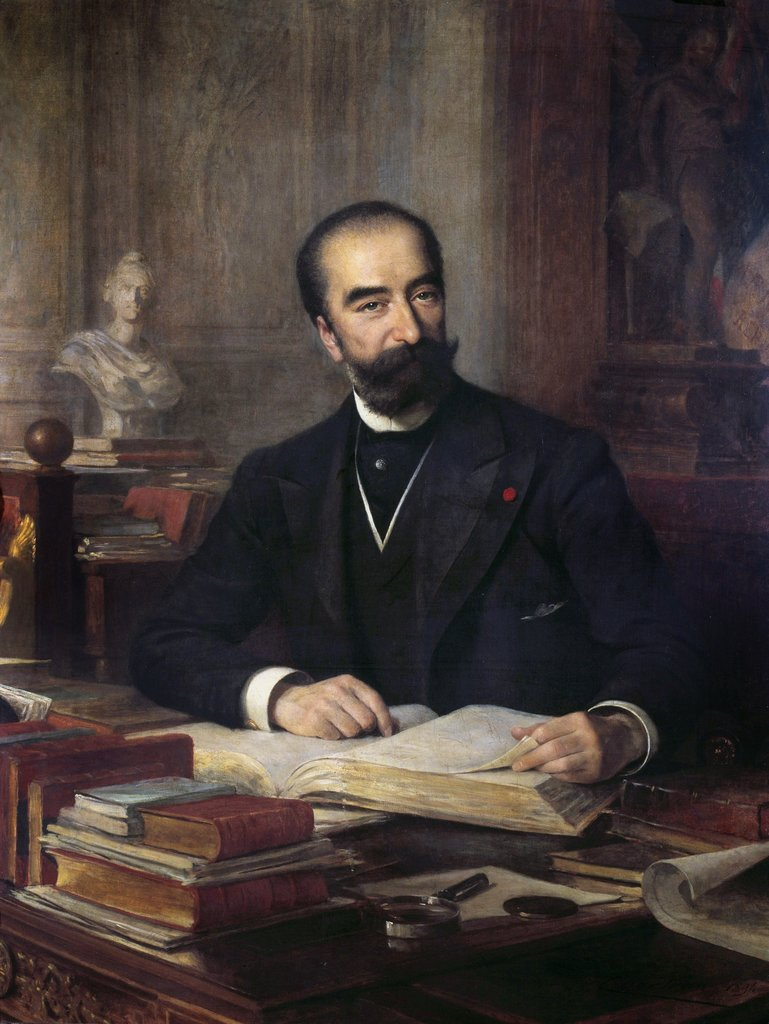
Портрет президента Франции Сади Карно
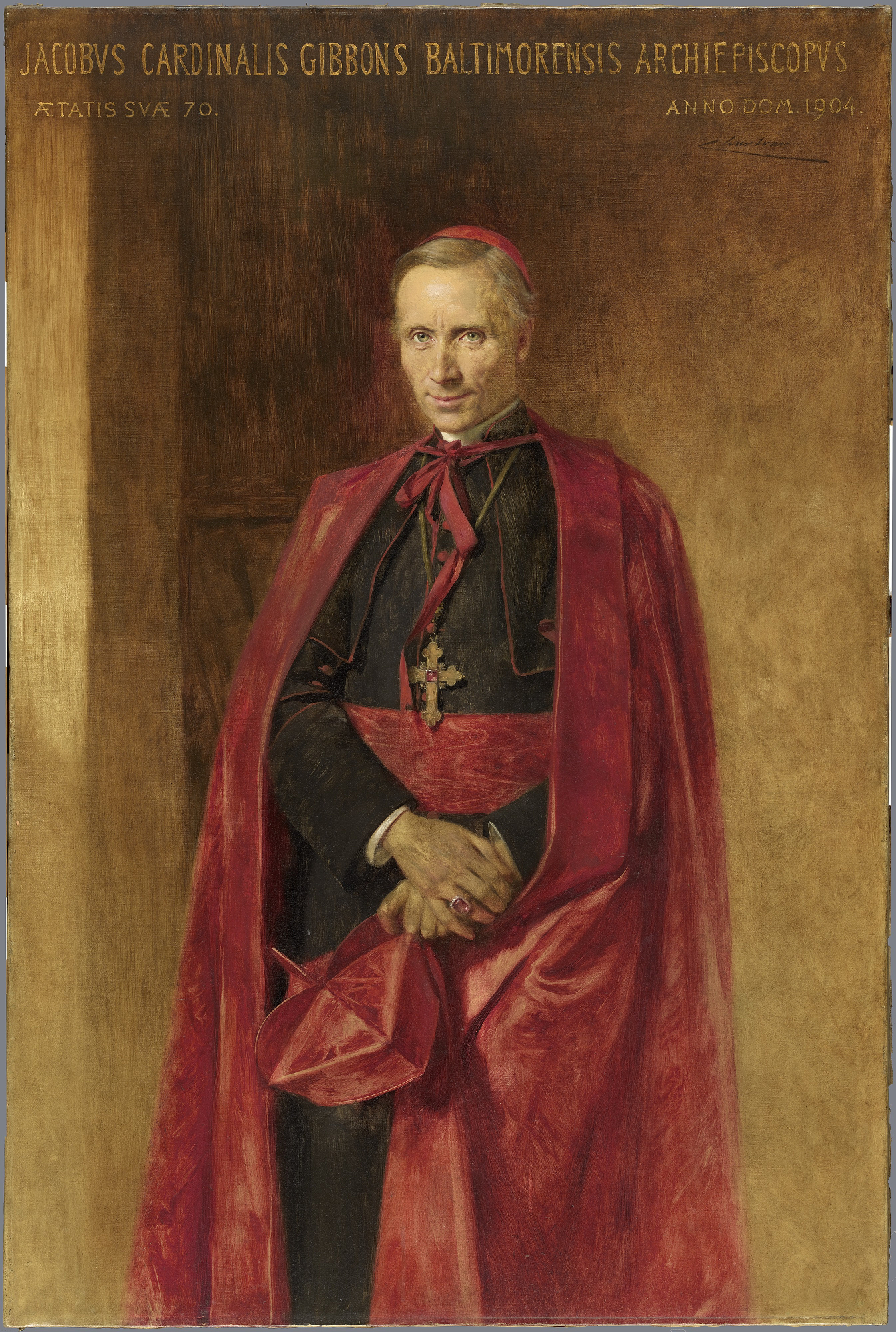
Портрет американского кардинала Джеймса Гиббонса, 1904, Национальная портретная галерея (США)
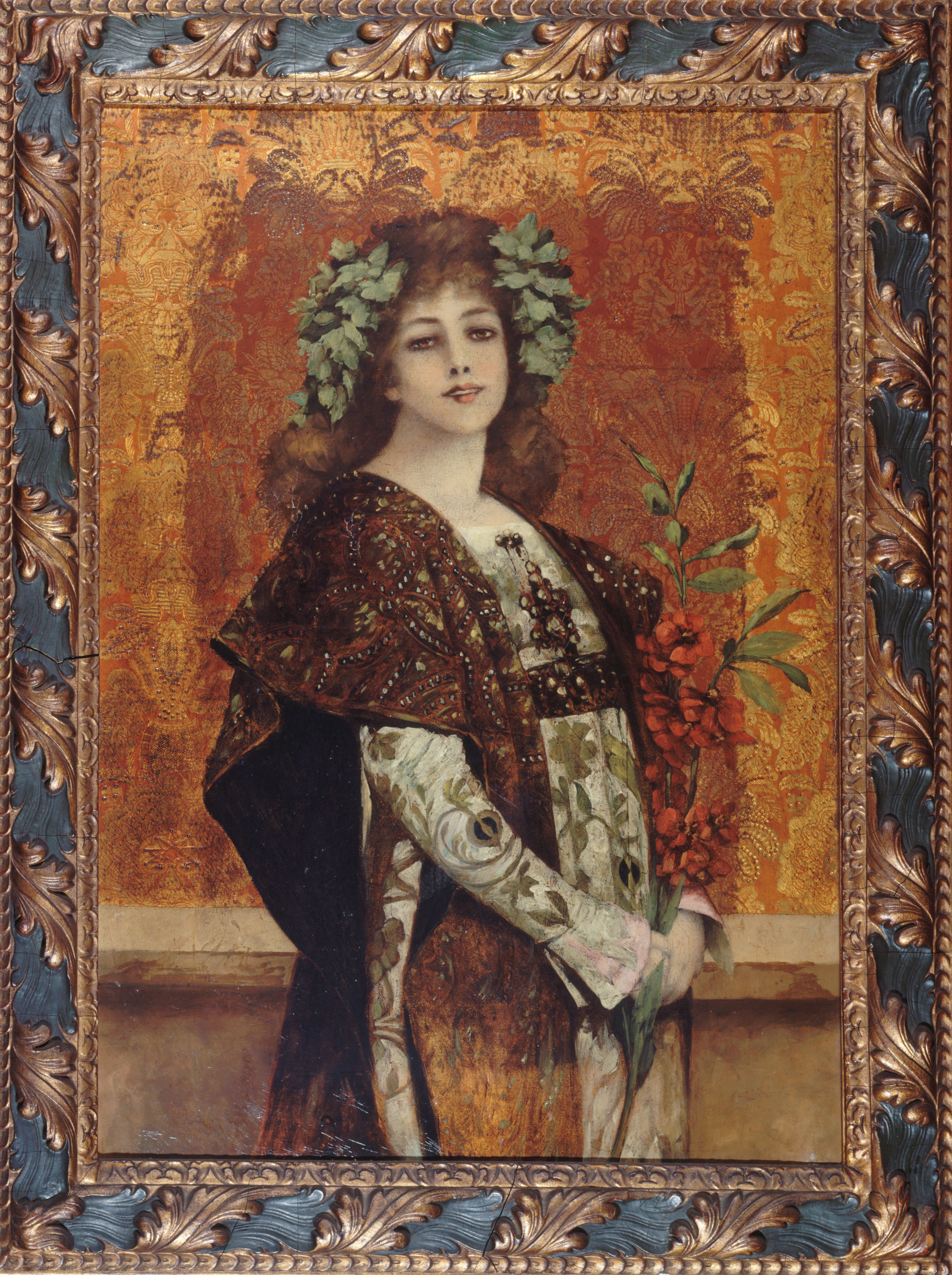
Портрет Сары Бернар
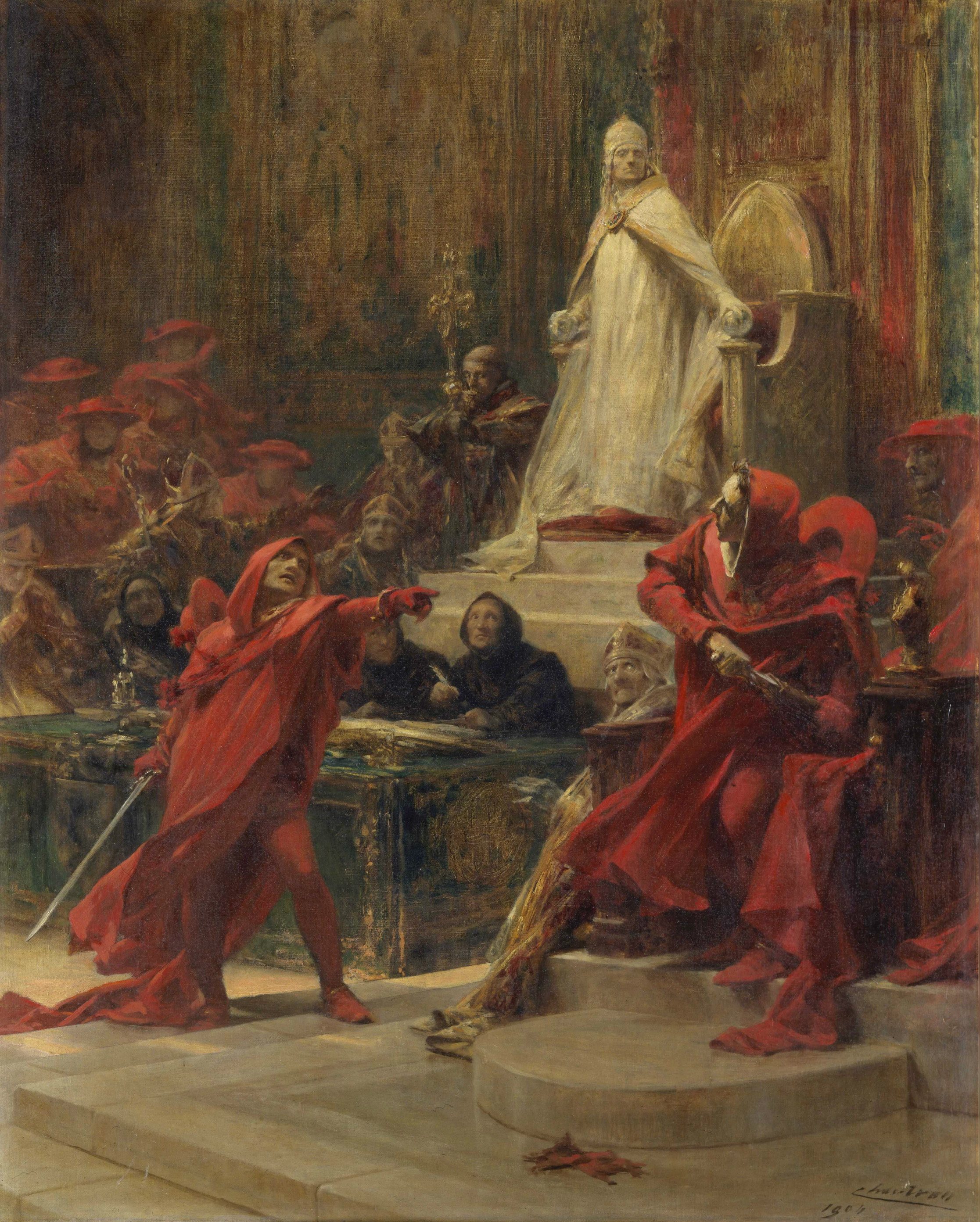
Поединок кардиналов
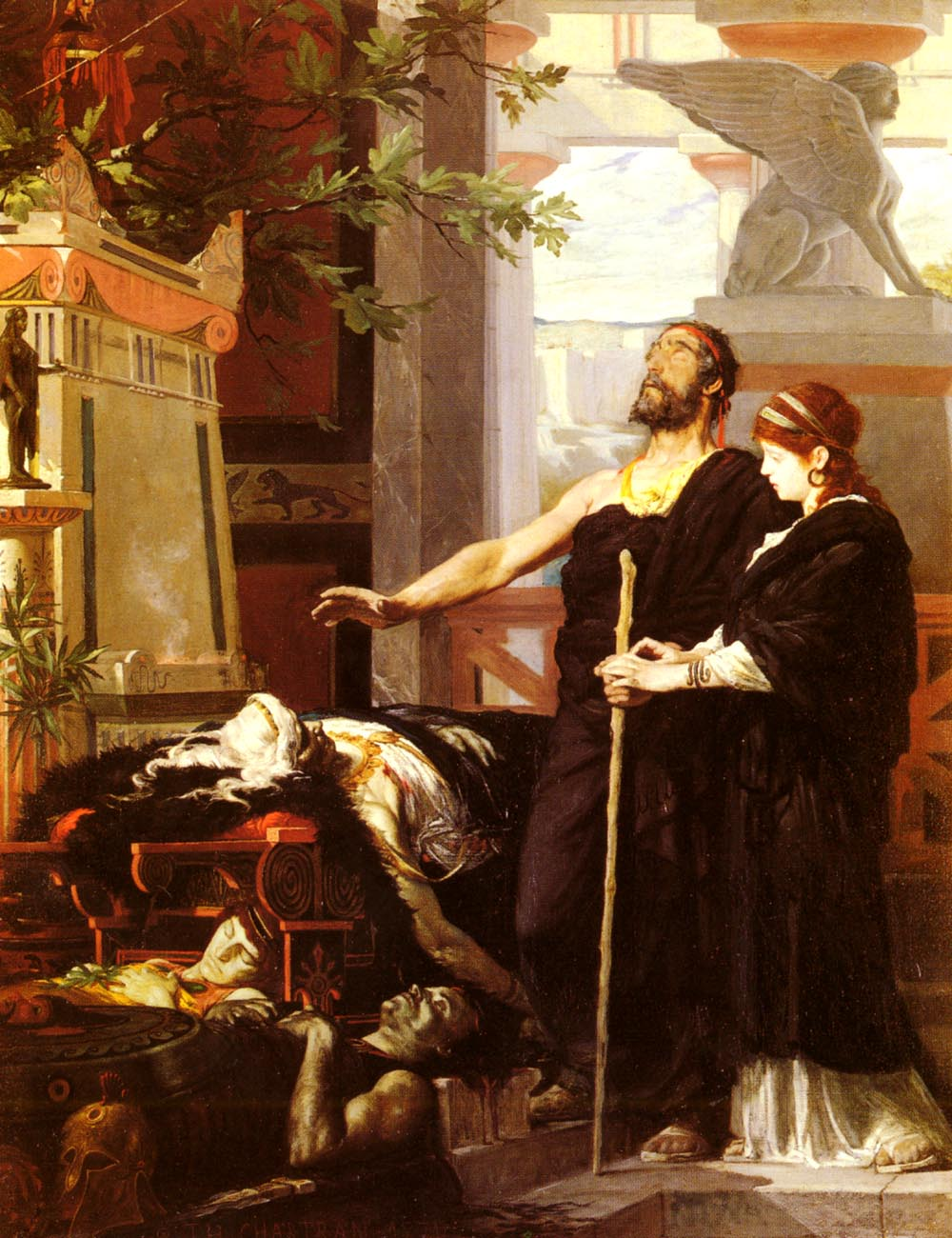
Царь Эдип
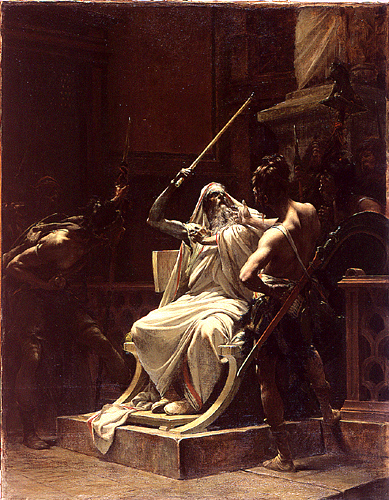
Разграбление галлами Рима. Римская премия 1877 года
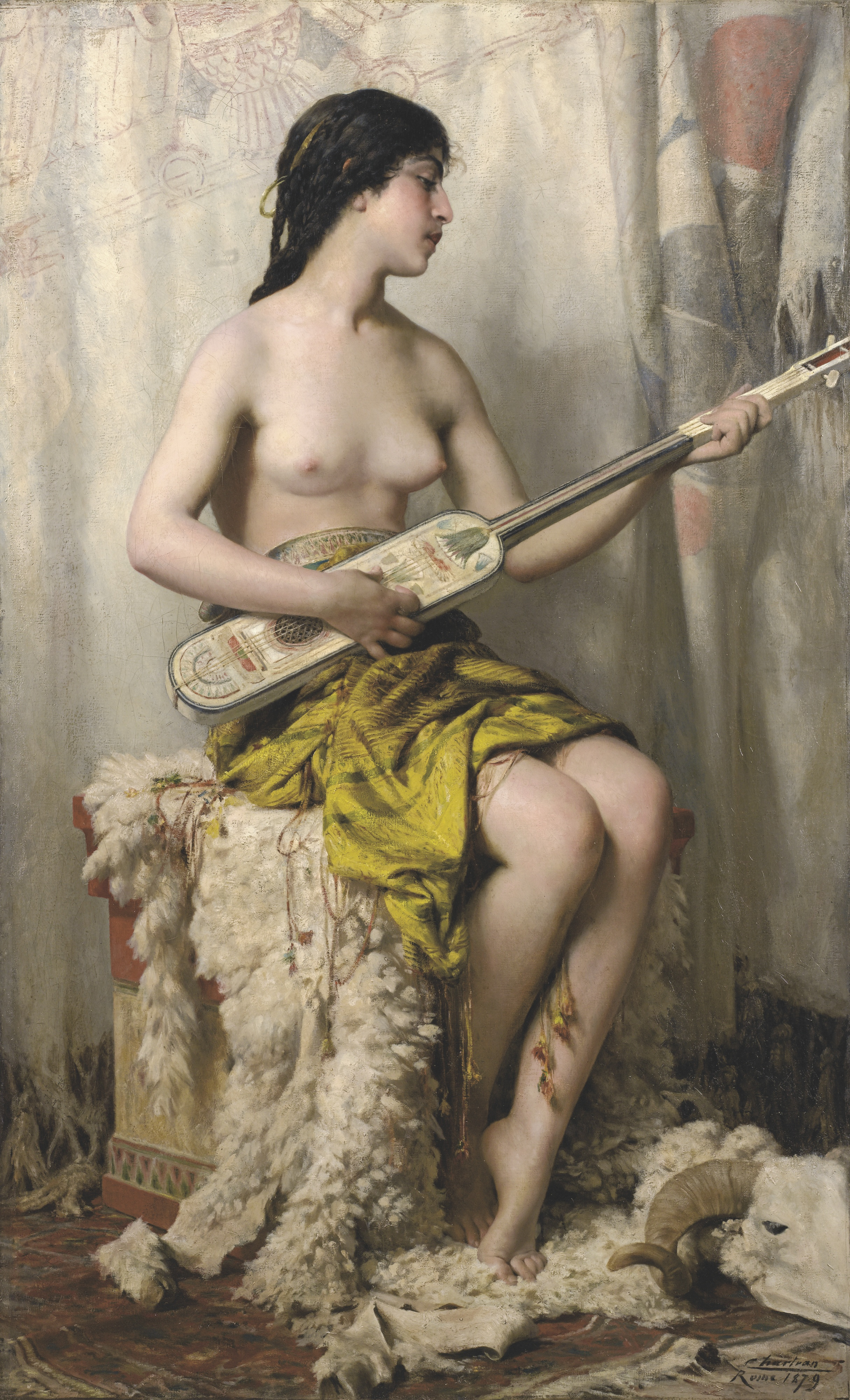
Египетская девушка с мандолой (синтиром)
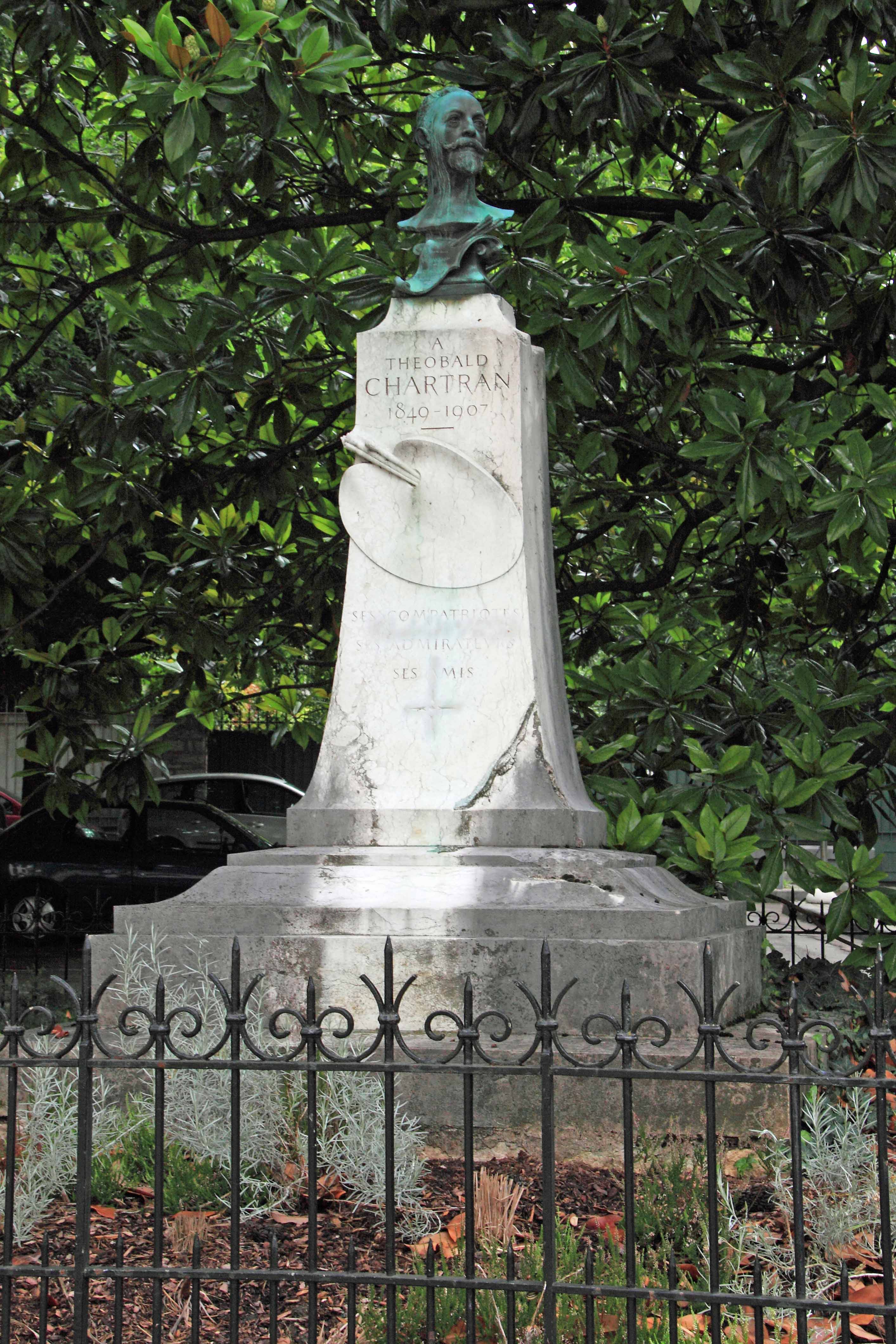
Бюст Шартрана в Безансоне